# Де Гаспарис, Аннибале
Аннибале де Гаспарис (итал. Annibale de Gasparis; 9 ноября 1819 — 21 марта 1892) — итальянский астроном, который с 1864 пo 1889 годы являлся директором астрономической обсерватории Каподимонте в Неаполе. Первооткрыватель нескольких астероидов, включая одного из крупнейших в главном поясе, Гигею.
В 1851 году он получил Золотую Медаль Королевского Астрономического Общества.
| Открытые астероиды: 9 | Открытые астероиды: 9 |
| --------------------- | --------------------- |
| (10) Гигея            | 12 апреля 1849        |
| (11) Парфенопа        | 11 мая 1850           |
| (13) Эгерия           | 2 ноября 1850         |
| (15) Эвномия          | 29 июля 1851          |
| (16) Психея           | 17 марта 1852         |
| (20) Массилия         | 19 сентября 1852      |
| (24) Фемида           | 5 апреля 1853         |
| (63) Аузониа          | 10 февраля 1861       |
| (83) Беатрис          | 26 апреля 1865        |

В его честь названы астероид (4279) Де Гаспарис (1982 WB), лунный кратер Де Гаспарис диаметром 31 км, а также борозды общей длиной около 93 км пересекающие данный кратер.

## Рекомендации
- Gargano, Mauro. Annibale de Gasparis (итал.) // Polvere di Stelle : diario. — 2014.
- Gargano, Mauro. Ausonia: il pianetino dell'Unità d'Italia (итал.) // Giornale di Astronomia : diario. — 2011. — V. 37, n. 4. — P. 10—20. — ISSN 03391106.